# Pedro Betancourt
Pedro Betancourt är en ort i Kuba.   Den ligger i provinsen Matanzas, i den västra delen av landet, 120 km öster om huvudstaden Havanna. Pedro Betancourt ligger 21 meter över havet och antalet invånare är 26 761.
Terrängen runt Pedro Betancourt är platt. Runt Pedro Betancourt är det ganska tätbefolkat, med 93 invånare per kvadratkilometer. Närmaste större samhälle är Jovellanos, 13,1 km nordost om Pedro Betancourt. Trakten runt Pedro Betancourt består till största delen av jordbruksmark.